# Refik Saydam

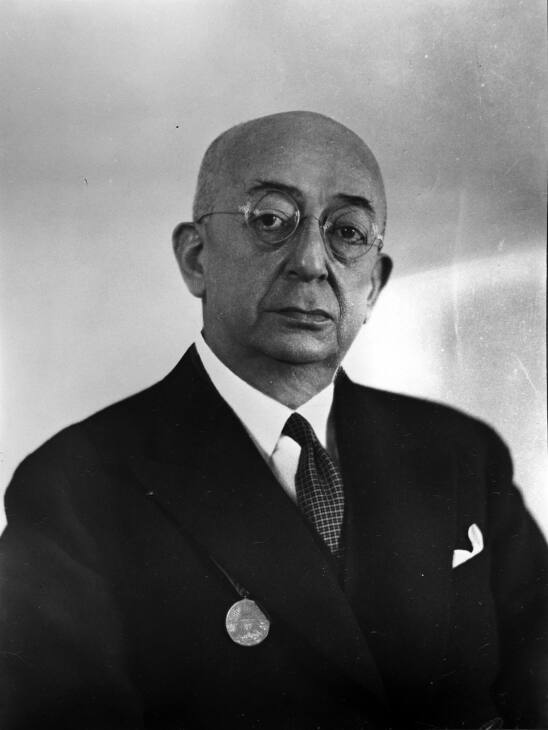
İbrahim Refik Saydam mit seiner Unabhängigkeitsmedaille, die er für seine Verdienste während des Türkischen Befreiungskrieges erhielt.

İbrahim Refik Saydam (* 8. September 1881 in der Çırçır Mahalle, Stadtteil Fatih, İstanbul; † 8. Juli 1942 ebenda) war ein osmanischer und türkischer Militärarzt, Politiker und Ministerpräsident der Türkei.

## Ausbildung
Saydam absolvierte die Grundschule in seiner Mahalle und 1892 die militärische Mittelschule (Rüştiye) in Fatih. 1896 besuchte er das Kuleli-Gymnasium. Am 22. Oktober 1905 absolvierte Saydam die militärische Fakultät für Medizin als Arzt-Hauptmann. Danach arbeitete er an der medizinischen Militärakademie Gülhâne im Bereich der Embryologie und Histologie. 1910 ging er nach Deutschland, wo er sich in Berlin an den Krankenhäusern Brandenburg, Danzig, St. Hedwig-Krankenhaus und der Charité weiter ausbilden ließ. Nachdem sich der Beginn der Balkankriege abzeichnete, kehrte er 1912 nach İstanbul zurück.

## Balkankriege
Während der Balkankriege arbeitete Saydam an der Vorbeugung und Bekämpfung der Cholera an den Fronten Antalya und Çatalca.

## Erster Weltkrieg
1914 wurde Saydam zum Generalinspekteur für Feldgesundheit ernannt. In dieser Zeit organisierte er das Institut für Bakteriologe, welches während des Ersten Weltkrieges den Impfstoffbedarf der Osmanischen Armee gegen Typhus, Dysenterie, Pest, Cholera und Tetanus deckte. Er beteiligte sich am Fronteinsatz in Hasankale. Saydam gelang die Herstellung eines Impfstoffs gegen Typhus, der auch Eingang in die Literatur fand. Dieser Impfstoff wurde auch von deutschen Truppen während des Ersten Weltkrieges verwendet, auch fand er im Türkischen Befreiungskrieg Anwendung.

## Türkischer Befreiungskrieg
1919 wurde Saydam als Sanitätsmajor zum Assistenzinspektor für Gesundheit im 9. Korps. In dieser Funktion kam Saydam mit Mustafa Kemal Pascha nach Samsun. Nachdem das Hauptquartier Kemal Paschas in Erzurum aufgelöst wurde, beorderte man Saydam zum Chefarzt der Infektiologie des Militärkrankenhaus Erzurums. Saydam akzeptierte diesen Posten jedoch nicht und trat aus der Armee aus. Danach beteiligte er sich am Kongress von Erzurum und am Kongress von Sivas.

## Politische Laufbahn
1920 wurde Saydam zum Abgeordneten für Doğubeyazıt in die Große Nationalversammlung der Türkei gewählt. Gleichzeitig wurde er zum Präsidenten der Abteilung für Gesundheit im Ministerium für Nationale Verteidigung. In der 2. Legislaturperiode wurde er aus der Provinz İstanbul gewählt. Im selben Jahr wurde er zum Minister für Gesundheit und Volkshilfe. Saydam war somit der erste Gesundheitsminister der Türkei, er sollte für 14 Jahre in diesem Amt bleiben.
1924 gründete Saydam in Ankara und in weiterer Folge in Erzurum, Diyarbakır und Sivas Krankenhäuser und andere gesundheitspolitischen Einrichtungen. Außerdem begann unter seiner Führung die Ausbildung von Fachkräften für ebendiese Einrichtungen. 1928 gründete er das Hygiene-Zentrum (heute: Nationales Refik-Saydam-Hygiene-Zentrum) sowie die Hygiene-Schule. In İstanbul und Ankara gründete er Pest-Dispensaires.
Nachdem das Namensgesetz in Kraft trat, gab Atatürk ihm den Nachnamen Saydam. Im August 1933 übernahm Saydam die vorläufige Vertretung des zurückgetretenen Kultusministers Reşit Galip. Nach dem Tod Atatürks wurde Saydam Innenminister, Generalsekretär der CHP und für 15 Jahre Präsident des Türkischen Roten Halbmonds. Zwischen 1939 und 1942 war Saydam Ministerpräsident. Während einer Forschungsreise innerhalb der Türkei über das Ernährungsproblem starb Saydam am 8. Juli 1942.